# Psilodera hessei
Psilodera hessei är en tvåvingeart som beskrevs av Evert I. Schlinger 1960. Psilodera hessei ingår i släktet Psilodera och familjen kulflugor. Inga underarter finns listade i Catalogue of Life.